# Mandula Tibor
Mandula Tibor (Szatmárnémeti, 1938. május 11. –) romániai magyar újságíró, történész, szakíró, történelemtanár.

## Élete és munkássága
A Babeș–Bolyai Tudományegyetemen történelemtanári diplomát szerzett 1963-ban, Nagymajtény, majd Vámfalu általános iskolájában tanított, 1972-től a Szatmári Hírlap, illetve a Szatmári Friss Újság belső munkatársa. Pedagógiai cikkét Játékos történelemtanítás cím alatt a Tanügyi Újság 1976-ban, írásait az avasi népművészetről az Előre 1978-ban, a Nagybányai-medence bányatörténetét a Magazinul Istoric 1980-ban, a vámfalusi kerámia történetét a Szatmári Hírlap 1982-ben közölte.
Különleges érdeklődési tárgyköre a Szatmár megyei sváb települések története. Az 1711 után bekövetkezett sváb kolonizációról szól egy tanulmánya a Magazinul Istoric 1985/6-os számában. Mint az 1990-ben újjászülető Erdélyi Múzeum-Egyesület (EME) tagja folytatja ez irányú kutatásait a telepítés kezdeteiről. 2000 májusában megválasztották az Erdélyi Múzeum-Egyesület Bölcsészeti, Nyelv- és Történettudományi Szakosztálya frissen megalakult szatmárnémeti fiókszervezete elnökének.